# Jozef Maria Heusschen

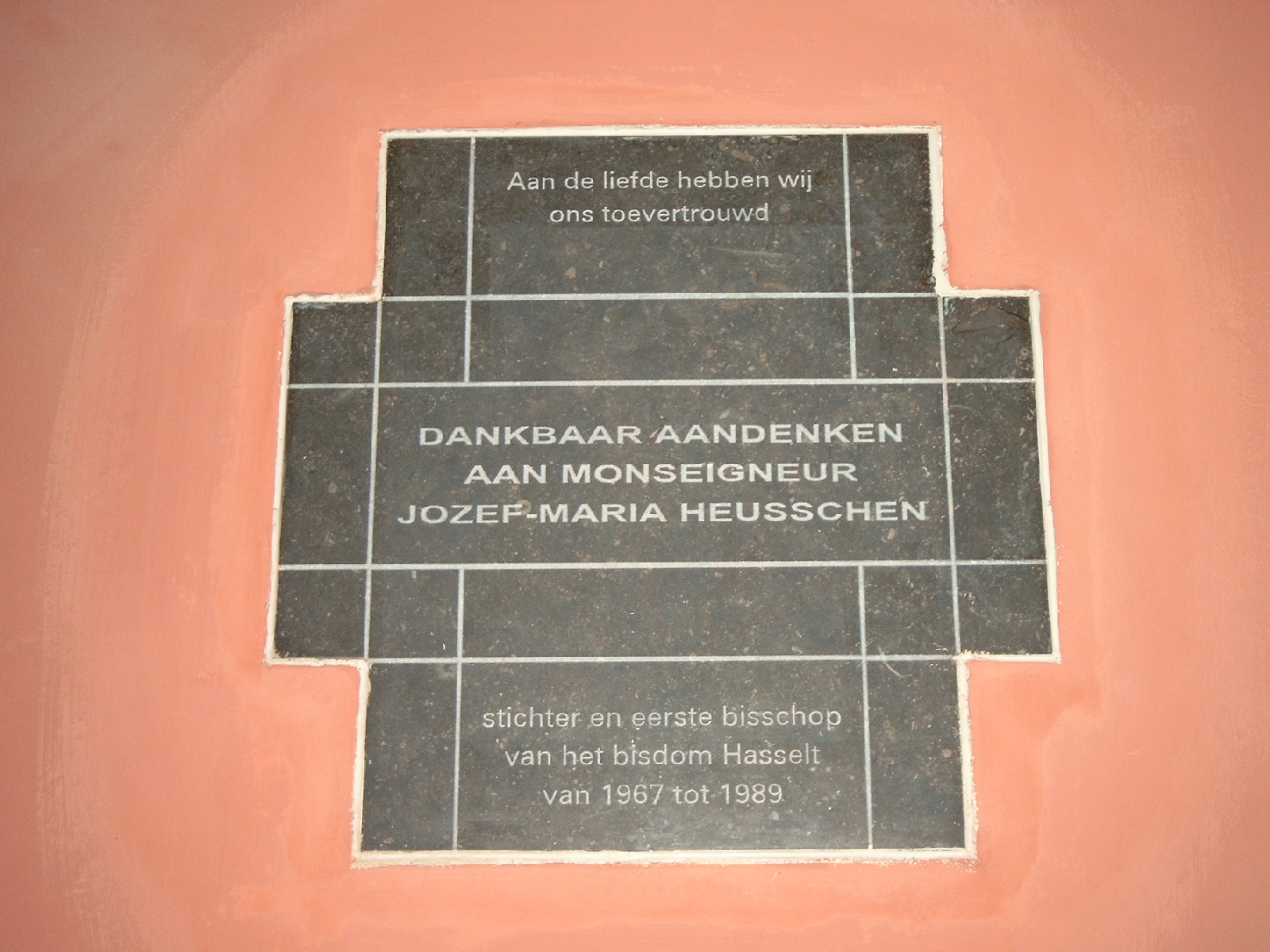
Gedenksteen voor Monseigneur Jozef-Maria Heusschen, St.-Quintinuskathedraal, Hasselt

Joseph-Maria Heusschen (Tongeren, 12 juli 1915 - Hasselt, 30 juni 2002) was de eerste bisschop van het Belgische bisdom Hasselt (1967-1989). Hij studeerde na zijn priesterwijding (11 september 1939) te Rome aan de Pauselijke Gregoriaanse Universiteit, waar hij een doctoraat in Bijbelwetenschappen behaalde.
Na een professoraat aan het Grootseminarie te Luik, werd hij op 25 juli 1962 door paus Johannes XXIII tot hulpbisschop van Luik benoemd en op 21 september 1962 door bisschop van Luik Guillaume-Marie van Zuylen aldaar tot bisschop gewijd.
Als pasgewijde bisschop nam hij deel aan het Tweede Vaticaanse Concilie (1962-1965), waar hij lid werd van de doctrinele commissie. Hij verrichtte heel wat patristisch opzoekingswerk voor de redactie van het centrale conciliedocument Lumen Gentium en was intens betrokken bij de redactie van de passage over het huwelijk in Gaudium et Spes, een ander belangrijk conciliedocument. Onder zijn voorzitterschap ging in januari 1965 te Hasselt een meerdaagse samenkomst van theologen door die de genoemde passus zijn vrijwel definitieve vorm gaf.
In 1967 benoemde paus Paulus VI hem tot eerste bisschop van het net opgerichte bisdom Hasselt. Zijn bisschopsleuze was: Credidimus caritati (Wij hebben ons aan Gods liefde toevertrouwd). Hij nam ontslag als bisschop van Hasselt op 15 december 1989 en overleed te Hasselt op 1 juli 2002.
- Bibliothèque nationale de France: cb16062381c (data)
- Gemeinsame Normdatei: 13030719X
- International Standard Name Identifier: 0000 0000 3950 5111
- Library of Congress Control Number: nb2007018586
- Nederlandse Thesaurus van Auteursnamen: 073059749
- Virtual International Authority File: 74956436
- WorldCat: E39PBJwmXvDGrM8DmTBTdfhrbd